# Île Agnehu
L’île Agnehu est un îlot de Nouvelle-Calédonie dans les pléiades du Nord, une des Iles Loyauté.